# علم بالاو
علم بالاو اعتمد في 1 يناير 1980. عندما انفصلت الجزيرة عن إقليم مشمول بوصاية الأمم المتحدة واعتمدت هذا العلم.، اللون الأزرق يرمز للمحيط الأزرق الكبير الممتد علي جميع مرمي بصر البلاد. في حين يضع القرص الأصفر مكان بالاو في المحيط الهادئ لكن مع ولايات ميكرونيزيا الموحدة وغيرها من الجزر المجاورة لجماعات خارج مركز القرص على علم بان العلم مشابه لعلم بنغلاديش وأيضا لعلم اليابان، ولكن في هذه الحالة يمثل القمر بدلا من الشمس. تقدم العلم للعامة عام 1980 عندما أصبحت بالاو جمهورية مستقلة.

## مواقع خارجية
- Republic of Palau Convention History of the National Flag